# LIPS PARTY 21.jp
『LIPS PARTY 21.jp』（リップスパーティートゥエンティーワンジェーピー）は、文化放送をキーステーションに全国NRN系列（例外あり）で放送されていた深夜ラジオ番組。

## 概要
放送期間は、1999年10月から2003年7月3日。放送時間は、月〜木曜の24:00 - 25:30。番組の前身である『Come on FUNKY Lips!』をリニューアルしたものである。2003年7月に、『SUPER STAR QR』と統合し、『レコメン!』に枠を引き継ぐため、7月3日をもって1994年4月から放送された、前身の『Come on FUNKY Lips!』時代と合わせた「LIPS」シリーズは9年3か月の放送に幕を閉じた。
金曜日は、当初『Come on FUNKY Lips!』時代から引き続き、文化放送はアニラジ、ネット局は『MEGA MAX』を放送していたが、後者の番組終了に従い2001年10月から嵐の相葉雅紀がパーソナリティを務めた『嵐・相葉雅紀のLIPSアラシリミックス』（現在の『嵐・相葉雅紀のレコメン!アラシリミックス』）が放送されていた（放送時間は、文化放送が24:00 - 24:30、ネット局は24:00 - 25:00。）。

## パーソナリティ
| 期間    | 期間    | 月曜日            | 火曜日             | 水曜日                             | 木曜日          | 金曜日          |
| ------- | ------- | ----------------- | ------------------ | ---------------------------------- | --------------- | --------------- |
| 1999.10 | 1999.12 | 木根尚登 加藤由佳 | NONA REEVES        | サムシング・エルス                 | BLue-B          | (MEGA MAX)      |
| 1999.12 | 2000.09 | 木根尚登 加藤由佳 | NONA REEVES        | サムシング・エルス                 | 松岡充 (SOPHIA) | (MEGA MAX)      |
| 2000.10 | 2001.06 | m-flo Lisa        | サムシング・エルス | ジョビジョバ                       | 松岡充 (SOPHIA) | (MEGA MAX)      |
| 2001.07 | 2001.09 | 品川庄司          | サムシング・エルス | ジョビジョバ                       | 松岡充 (SOPHIA) | (MEGA MAX)      |
| 2001.10 | 2001.12 | 品川庄司          | 華原朋美           | ジョビジョバ                       | 松岡充 (SOPHIA) | 相葉雅紀 （嵐） |
| 2002.01 | 2002.03 | 品川庄司          | KICK THE CAN CREW  | ジョビジョバ                       | 松岡充 (SOPHIA) | 相葉雅紀 （嵐） |
| 2002.04 | 2002.09 | 品川庄司          | キンモクセイ       | ジョビジョバ                       | 松岡充 (SOPHIA) | 相葉雅紀 （嵐） |
| 2002.10 | 2003.07 | 品川庄司          | キンモクセイ       | 奥村政佳 (RAG FAIR) 北剛彦 (INSPi) | MILKRUN         | 相葉雅紀 （嵐） |

月曜
- 木根尚登、加藤由佳（1999年10月 - 2000年9月）
- m-flo Lisa（2000年10月 - 2001年6月）
- 品川庄司（2001年7月 - 2003年6月）

火曜
- NONA REEVES◆ （1999年4月 - 2000年9月）
- サムシング・エルス（2000年10月 - 2001年9月、水曜から移動）
- 華原朋美 （2001年10月 - 同年12月）
- KICK THE CAN CREW （2002年1月 - 同年3月）
- キンモクセイ （2002年4月 - 2003年7月）

水曜
- サムシング・エルス（1999年10月 - 2000年9月 →火曜へ移動）
- ジョビジョバ（2000年10月 - 2002年9月）
- 奥村政佳(RAG FAIR)、北剛彦(INSPi)（2002年10月 - 2003年7月）

木曜
- BLue-B（1999年10月 - 同年12月、以降は松岡充の代役として2000年9月まで何度か出演）
- 松岡充 (SOPHIA)▲（1999年12月半ば - 2002年9月）
- MILKRUN（2002年10月 - 2003年7月）

金曜
- 相葉雅紀（嵐）
◆ - NONA REEVESは、前番組『Come on FUNKY Lips!』からの続投。
▲ - 松岡充は、『Come on FUNKY Lips!』終了時の1999年9月まで同じ木曜パーソナリティを務めている（初めから続投が決まっていたが、SOPHIAの活動に専念するため1999年9月 - 12月まで約2ヶ月半の休養をとる）。

## ネット局
2002年度時点。
生放送のため、文化放送以外のネット局では24:30前と25:00前にコメントのあと飛び降りをしていた。

### 24:00 - 25:00
- 北海道放送
- 青森放送
- 秋田放送
- IBC岩手放送
- 山形放送
- ラジオ福島
- 新潟放送
- 信越放送
- 山梨放送
- 北日本放送
- 北陸放送
- 福井放送
- 東海ラジオ
- 和歌山放送
- 山陽放送
- 山陰放送
- 山口放送
- 四国放送
- 西日本放送
- 高知放送
- RKB毎日放送[1]
- 大分放送
- 長崎放送
- 熊本放送
- 宮崎放送
- ラジオ沖縄

### 24:00 - 24:30
- ラジオ大阪（2003年3月打ち切り。以降、同局はCMのみ同時ネットしていたが、2009年よりABCラジオが『レコメン!』のネットを開始したため終了）
- 南海放送
- 南日本放送